# Thalpomys cerradensis
Thalpomys cerradensis és una espècie de mamífer rosegador de la família dels cricètids. És endèmic del centre del Brasil. Els seus hàbitats naturals són els herbassars oberts i el cerrado. Es creu que no hi ha cap amenaça significativa per a la supervivència d'aquesta espècie, encara que algunes poblacions estan afectades per la destrucció i fragmentació del seu medi. El seu nom específic, cerradensis, significa ‘del cerrado’ en llatí.